# 超商無戰事
《超商無戰事》（日语：コンビニDMZ）是竿尾悟的漫画作品。從少年画報社的漫画雜誌《YOUNG KING OURs》2007年1月号開始連載，已完結。

## 故事大綱
在歐洲的某區域。那裡是聯邦軍、反叛軍、独立派民兵、加上聯合國部隊四派人馬混雜的衝突地帶。在這個衝突地帶的緩衝地帯「PointCharlie」的非武装地帶中有一家日資的便利商店。店名就叫做「DMZ便利商店」。故事就以這家店的店員為中心、和各勢力的軍人們每天展開許多令人驚奇的事情。

## 登場人物

### DMZ便利商店
日資便利商店。DMZ則是非武裝地帶的簡稱、店鋪坐落於所有參戰方及聯合國和NATO認可的中立地帶（然而只包含店鋪本身及其停車場以內，且不包含其領空）。另外除了這個戰場（似乎以南斯拉夫內戰為原型）以外的DMZ也有開店、川口在第二十話還為了要在朝鲜半岛的38度線開新店而去那邊出差。公司在PointCharlie開店、由川口負責並由他擔任店長。開店時得到北大西洋公约组织的許可，NATO的官員還對他說出「雖然是很扯的想法，如果能開的話，我就會去光臨」的話。然後會在此點開店的理由是因為剛好臨近三方勢力的範圍。雖然只是個企業但財力豐厚，所以還擁有军用航空飞行器和軍用車輛。不過由於個商店的存在及商品，多次使即將有進一步發展的戰局回到膠著狀態。另外在商店附近，有聯合國部隊的一個觀察據點（PointCharlie 亞利桑那2）在這裡駐紮監視戰況。
川口 洋一 （かわぐち よういち）
DMZ便利商店「PoinCharlie分店」的店長。現在雖然只是個店長、但在之前是擔任公司的開發部長。性格相當溫和，是那種笑裡藏刀的類型，所以常會見到令人害怕的笑容。面對手持武器的士兵們，會毫不猶豫的說出自己意見。總是以客人為優先，為了回應客人的需求，還騎著機車跨越戰場（結果被部隊的炸弹炸到，身負重傷）。另外有人死在面前時、會有「這就是戰場啊」而毫無感覺。另外絕不予許偷竊。口頭禪是「真是困擾呀……」。
身懷數種本事，擁有能改變整過國家體制的實力。
雨宮 淳 （あめみや じゅん）
DMZ便利商店店員。女性。不但是個美人，身材也是一級棒，常讓士兵們的心裡癢癢的。在偶像荻堂麗華來到時，由於對於她高人氣的嫉妒，於是帶著鞭子穿著性感的軍人風裝扮出現、對士兵們大聲一喝而停止暴動。過去曾是名泥漿摔角選手。
似乎常會被迫以性感的打扮來招覽生意。
在川口出差到鄰國時，則由他暫時擔任店長。
鳳石 勝 （おおいし まさる）
DMZ便利商店店員。男性，也是裡面最年輕的。擅長畫畫、會在網路上公佈自己的漫畫。但畫的內容卻是色情漫畫、而且還是以同事雨宮為範本。另外他的漫畫在各派的士兵們和高層們之間廣受好評，就在他以漫画家身分要在雜誌上初次登場時，各方人馬還同意在他出發日前後的3日內休戰。雖然有以漫畫家身份出道、但現在也是努力做著店員的工作，所以是否當上職業漫畫家還不明。
在第四集中，曾短暫地擔任代理店長，但因為自己興趣所進的貨賣不出去，而被扣薪水。
本間 裕護（本間 裕護）
DMZ公司的小開。新任DMZ商店PointCharlie分店的督查。有過能讓多數商店重生的「Special Super Visor（特級督查）」的稱號（雖然傳聞是用錢砸出來的）。由於在DMZ（店舗座地）外的道路上舉辦活動（灑下折價券）、結果讓聯邦軍和反叛軍爭奪起來，最後引起大規模的戰鬥。在他訪問商店時、雇用的是民間軍事公司來保護他。
在第四集中喜歡上米莉夏，但後來被她用關東煮拷問而失戀。
雖然看起來很沒用，但遇上妹妹有難時還是會盡力保護她。
本間 舞（ほんま まい）
本間的妹妹，擁有「兒童督察」的職位。16歳，但外表像是蘿莉一樣。和川口一起到鄰國那邊擴大經營據點。
稱川口為「叔叔」並且相當愛慕他、不但試著勾引他還想和他結婚。雖然正值要長高的年紀，卻多次以「像是小孩般的簡單意見」來打開困局，可說是有相當的能力能獨當一面擔任店長。
克勞斯‧彼德‧馮‧約翰豪森（クラウス・ペーター・フォン・ヨーヘンハウンゼン）
反叛軍的傭兵。為了支付贍養費而開始在商店打工。詳細請參考反叛軍項目。

### 聯邦軍
這個歐洲的聯邦制國家的正規軍。
塞爾謝古上校（セルジェク大佐）
聯邦軍指揮官。旅長。是名擁有高度判斷能力和快速制訂作戰方案的優秀指揮官。在川口要開店時、對他說出「便利商店？你是白痴嗎！！」而反對他的計畫，但他卻被川口拿出的「玉米棒」所吸引，而答應他能開店。另外會來店內的理由就是要買一大堆的玉米棒。由於對玉米棒中毒，所以沒有它就無法構思任何計畫。
米莉夏･米哈里基奇特務大尉（ミリシャ･ミハリチッチ特務大尉）
聯邦軍的拷問人員。女性。由於她而能消滅潛伏在聯邦軍的间谍。有她在，沒有特務是問不出來情報的、她說「這個是ODEN（關東煮的發音）喔」。她的拷問方法是在商店購買關東煮雞蛋，然後加熱至極燙後直接送入特務的口中。即使俘虜以日内瓦公约要她禁止虐待俘虜，但她都辯稱是在請他吃關東煮。因為她這種拷問方法而被敵軍叫作「雞蛋小姐（LadyEgg）」。
似乎在軍中，是女性士兵的流行打扮指標人物。
薩利巴諾夫上校（サリバノフ大佐）
聯邦軍指揮官。派遣部隊包圍待在商店附近的獨立派民兵的指揮官。
穆拉馬其將軍（ムラマッチ将軍）
聯邦軍的師長，也是新任的塞爾謝古旅團所屬的師團師長（位階中將）。是個預備役將軍，戰前是個布娃娃大盤商。所以非常喜歡布娃娃，據說睡前還要抱著布娃娃才能睡。原本負責北部戰線，對於商店的存在而左右了戰局相當在意，於是說出「戰場上不用有神也不用有便利商店」。結果，命令塞爾謝古砲擊商店，但卻被塞爾謝古抗拒並假稱彈藥用盡。之後他和被塞爾謝古派去保護他的特種部隊一起前往商店，命令他們殲滅商店。結果士兵們以有聯合國部隊監視而無視他的命令。因此讓他自己進入商店中想要直接毀掉，但卻發現「妮菲」（原型來自米菲兔）的玩偶。於是想起過去曾送給兒子妮菲兔當禮物、但被以「這和我國主義有所違背」的理由而被沒收。最終放棄消滅商店。
波斯基奇少校（ボスキッチ少校）
受命死守蒙布頓要塞的聯邦軍少校。但受到反叛軍包圍、而讓食物見底、但透過DMZ商店的外送服務而一時獲救。不過因為馬托被反叛軍跟蹤、而讓敵人進入內部攻陷要塞。之後生死不明。

### 反叛軍
對政府引起政變的叛亂部隊。
馬希涅可將軍（マネシンコ将軍）
反叛軍的軍團長。在便利商店建立前常因飲用水不乾淨而身體不適，對於在PointCharlie設置便利商店的想法相當消極，於是對川口說出「被炸飛的話，我可不管……」。但川口卻以「能夠隨時買到乾淨的水喔？」並且擺出冰涼的礦泉水出來，而讓他因此同意設置商店。
和塞爾謝古上校似乎是從小的好友，兩人也經常一見面就吵架。
豆皮袋男爵（キンチャク男爵）
反恐部隊指揮官，與雞蛋小姐類似，對俘虜以關東煮豆皮袋來加以拷問。
斯達伊可比其將軍（スタンコビッチ将軍）
反叛軍的司令官。把商店設置的自動櫃員機（Automated Teller Machine）搞錯成反戰車飛彈（Anti-tank missile）。有個叫尤里的兒子。但卻被一群不滿酬勞太少的傭兵加以利用，而以假裝他兒子出事要用錢來解決的「詐騙」手法而被騙錢。
約翰（ジャン）
反叛軍雇傭的傭兵。階級不明。擔任傭兵們的首領，在商店看書得到如何對人詐騙的手法。詐欺時，假裝成「第67憲兵大隊的托魯布伊柯上尉」。最終，看到有ATM旗幟時，被騙，以為能夠領完最後一筆錢，但卻被真正的ATM（反戰車飛彈）攻擊而死。遺言是：「原來是這種ATM呀……」。
茲拉格（ズラッコ）
反叛軍新兵。由於是新兵，所以老是被長官使喚並且被給予在商店買好便當，回到陣地時維持一定溫度的任務（簡單說，就是讓他當跑腿的人）。但卻在回去，為了逃命，而延誤回去的時間而讓便當冷掉，結果遭到分隊長怒罵。因為當初是為了和敵人一戰而入隊，所以對於被當成跑腿的人相當不滿。雖然是一個人，卻能使用火箭筒（RPG-7）癱瘓敵方坦克，可見擁有優秀士兵的才能。在和戰車戰鬥時，以為這就是新兵的實戰訓練，但還是被分隊長回答只是要他當跑腿的而感到失望。之後，被認為從商店回去時被狙擊陣亡。
馬特（マト）
反叛軍士兵。茲拉格的戰友。在茲拉格到商店買東西時，教他如何購物。但在和他一起回去時，被聯邦軍狙擊手殺死。
艾托亞爾多中士（エドゥアルド軍曹）
反叛軍的分隊長。茲拉格的直屬長官。常叫新兵去作跑腿的工作。
克勞斯‧彼德‧馮‧約翰豪森上尉（クラウス・ペーター・フォン・ヨーヘンハウンゼン大尉）
反叛軍傭兵、第3獨立小隊小隊長。德國人、出生於普魯士名門軍人家族。是名非常優秀的軍人、在他的指揮下，作戰一定能照時間表進行、喜歡在打贏後說出這是完全的勝利。因此、敵人都以黑犬的稱號表示他們的恐懼。
雖然擔任軍人相當優秀、但不擅於經營夫妻關係、結果導致離婚還被判處要給前妻慰問金5萬歐元加上每月的生活費和養育費。但因為得不到巨大的酬勞、而無法拿出這筆錢、連律師也要他辭掉傭兵的工作，轉任到民間軍事公司。結果，因為自己的尊嚴而不願意辭掉軍人成為上班族、於是為了賺錢而到DMZ商店打工。工作時間為一週7日、21時~4時。
有著非常重視時間的性格、一切遵照時間表來作戰（對於敵人不照時間來會相當著急）。另外也都能準時上班。但因為他的性格而造成災難、為了不要遲到、於是留下部下而逃亡並且遭到逮捕。由於部下也被拋棄、整個小隊只好解散再編制。
哈特、貝雷帽、帽子三人組（ハット、ベレー帽、キャップの3人組）
由於敵人無法發動砲擊、於是躲在商店內的反叛軍軍人。知道川口和馬托的關係、懷疑商店中也有地下買賣。歸屬本部、管理中隊薪水等工作、軍階似乎相當高。不過因為在馬托面前說出禁言（矮子大叔）、結果遭到綁架。從商店的客人的口中得知、已經變成所謂的MIA（戰鬥中失蹤人口）。
日本人傭兵（日本人傭兵）
日籍反叛軍傭兵。作品中多次以迷彩君（竿尾另一作品的主角）的造型登場，名字不明。

### 独立派民兵
打算脫離聯邦而獨立的民兵組織。通稱為米利希亞。
時尚狙擊手（おしゃれスナイパー）
独立派民兵的狙擊手。本名和階級不明。他的稱號是由雨宮命名。潛伏在商店附近，射殺待在商店附近的聯邦軍和反叛軍。但也同時被雨宮狙擊了自己的心，於是打算裝扮好自己來引起她的注意。但原來就沒有時尚感，所以常穿得非常奇怪而來到商店中。之後，由於被雨宮嘲笑，於是開始參考時尚雜誌「LEO」。為了拿到衣服，不僅攻擊聯邦軍，反乱軍，連联合国，NGO人員也成為他的目標。因此也讓無法去商店的聯邦軍開始朝商店週遭砲擊。但因為剛好來到商店中而免於一死。
不過時尚狙擊手不只一人，川口說「如果看到一個時尚狙擊手，就必須有二十個才行」。因此第6話時民兵也遭攻擊，被認為都是他幹的（他自己則是對雨宮偷拍）。因為被雨宮所甩，而想要用假人來重現一個雨宮出來陪在他身邊，於是為了完成心願而綁架了鳳石來要他幫忙。但是被川口說是個只會對假人發情的人，沒有資格叫時尚狙擊手，因此才改變心意。然後因為被說再繼續攻擊的話，會讓商店倒掉，於是放棄埋伏。之後，殺了除了自己以外的時尚狙擊手並且似乎轉職成LEO的模特兒的樣子。
約西普中校（ヨシップ中佐）
民兵指揮官。是個非常愛護部下的人，常以部下的事情為第一優先。在遭聯邦軍包圍時，逃入商店中並且將商品全買下來，和部下一起撐過六天，而終於贏得對聯邦軍的持久戰。之後，自動解除武裝並且向聯合國部隊要求，在他們的監視下通過前線。但由於拿來買東西的信用卡大部分刷爆或過了使用期限、因此被請求支付2275万7955日圓。
洛斯特（ロスト）
民兵小隊長。在包圍戰第五天時，因為食糧用盡、於是在不聽約西普的勸導下，帶領自己的小隊企圖突圍出去。但在離開DMZ的一瞬間，受到聯邦軍攻擊而戰死。
帕魯卡（パルガ）
民兵士兵。在DMZ商店推出新商品「哈特曼先生的金甲麵包（來自於電影金甲部隊）」後，想要吃到「小隊長専用麵包」於是以當小隊長為目標。由於自己小隊的小隊長戰死、而緊接著副小隊長的士官長也被殺死，然後分隊長也被炸死的情況下、而讓他繼承整個分隊。因此在戰鬥中大大活躍而升級成士官。後來在許多戰役中立下大功而成為士官長。由於這份努力而獲得市民的好評、還成為讓敵軍懸賞的優秀士兵。之後被上層拜託去奪取敵軍的野砲陣地並且只要成功就能指揮整個小隊、讓他因此為了要吃到麵包而努力奮戰，成功完成任務。但原本想吃的麵包卻也升級成「中隊長専用麵包」。不想再次失去吃到機會的他，於是偽稱自己是中隊長。結果被憲兵以冒稱階級逮補，還讓川口店長說出「冒稱階級可是重罪呀，最輕也要被降級成一般士兵」。

### 聯合國部隊
由联合国各成員國所派遣的軍隊。
戴爾拜西歐中士（デルベッキオ軍曹）
聯合國維和部隊的爆炸物處理隊隊長。當初因為用地雷探測機測試商店的新產品「地雷包」（包子）沒有反應而把它當作新式地雷。還認為「商店擁有許多IED（現成爆炸物）！！」而把商店視為一種危險。後來由於聯合國部隊的要求兒在商店裡，對附近的孩子進行地雷講習會、並且以講師身份登場。但在和川口扮的「地雷超人」比賽（在一盒地雷包中放入濃縮暴君辣椒並且看誰會吃到的遊戲）而輸掉。因此為了練習不再吃到辣的包子，無意間踏入地雷區中，結果還是中獎。由於吃到辣包子，要求喝水，但被部下以地雷區尚未搜索而要他站在原處兩天。
聯合國部隊西班牙部隊隊員（国連軍スペイン部隊隊員）
西班牙陸軍派遣的士兵們。討厭松茸的味道，對於商店只剩松茸便當而感到相當失望。但是裡面一名隊員卻說出「一根松茸有超過一百欧元的價值」，於是企圖去摘取賣給商店來賺錢。然後開著装甲车到有大量松茸的香菇山，在要開始採取時，因為山中屬於聯邦軍勢力所以被抓。因此隔天就出現聯邦軍發表「有幾名士兵企圖不當竊取我國資源而被逮補」的新聞。

### 北方
金上將
北方的將軍，派自己的兒子到B點分店擔任臥底並且另外讓他開了北方店鋪並竊取店內的資源，還在下方建立攻擊地道。
過去是DMZ便利商店籌備委員會的北方代表。在到樣品店視察時，不小心被川口知道了他喜歡小孩子的玩具大兵人，後來抓到川口後，企圖把他處理掉，但被川口利用這個弱點而順利脫逃而且也因為私藏了北方國家主席所沒有的大兵人精品的事情曝光，讓他最後自暴自棄攻擊自己基地的控制中心及彈藥庫而死，自己的兒子也因此逃到B點分店尋求庇護。

### 鄰國
過去曾由獨裁者掌控整個國家，但因為政府垮台而陷入無政府狀態並由數個軍閥控制各地。
艾爾溫‧普欽寧
C點分店鄰國的軍閥，過去曾擔任國防部長。長相就像是俄羅斯總統普丁，但卻留一撇小鬍子。
喜歡柔道，是有名的柔道選手。經常進行柔道的練習，對於部下的處罰也都是使用過肩摔。
因為過去在C點分店中抗議販售以他為名的布丁，而禁止自己統治的區域內開設商店，取而代之的則是用自動販賣機來配給物資。
後來被前來開店的川口一一在各地開店擊破其主張，並且在失勢時，企圖駕駛戰機要攻擊C點分店時，但卻遭到各方人馬共同擊落。最後成為俄羅斯總統‧普丁的替身。
凱茲‧荷內克
普欽寧的得力手下，外表相當帥氣並且有一身高強的柔道實力。
原本是東歐黨幹部的兒子，但因為他的祖國爆發革命而留在普欽寧的身邊，負責執行髒活。先是被普欽寧下令破壞位在凱賈的分店，但被川口及本間破壞其計畫而撤退，之後被舞的話所感動，於是最後背叛普欽寧並且向舞告白。之後成為有名的柔道選手。
尤斯夫‧史塔帕凱林
前國家舉重冠軍，在凱賈擔任黑手黨老大。後來被舞所收服而成為便利商店的店員及保鑣。
亞德姆‧伊努夏利
過去是木材批發商。現在則是凱賈的黑手黨老大之一，企圖奪取凱賈的統治權，但也被舞所收服而成為便利商店的店員及保鑣。

### 其他人
多拉格（ドラーゴ）
意大利的黑手党。法米利是他的老大。使用雙槍。似乎是因為背叛老大，搶了他的錢而逃命到這個國家。在戰場上看到商店後，決定搶劫、企圖以此為據點創立「多拉格家族」。原本以為客人都不會來這個商店買東西、但沒想到客人全都是強悍的士兵，於是只好假裝成收銀員，結果被回來的川口收取所欠的費用，因為收太多錢得到肌腱炎而無法用槍。之後從商店逃走後，向聯邦軍的車子搭便車卻被他們當作志願兵而遭強行帶往前線。
馬利歐（マリオ）
多拉格的部下。但腦筋不好，據他所說，他的母親是個像天使一樣美麗的美人。
荻堂麗華（荻堂 れいか）
被標榜著 可愛而被公司派來PointCharlie分店當一日店長的日本偶像，並且來這邊開演唱會和商品銷售活動。在活動當中和士兵握手、讓原本沒有女人的戰場上、一群對女性充滿饑渴的士兵們因此紛紛想要與她肢體接觸而引起暴動，於是只好在聯合國部隊的英國軍隊保護下才逃出來。
馬托・卡利奇（マト・ガリッチ）
国際通緝的軍火商。瑪托商會的董事長。只要誰給錢就會賣武器給他。通稱地下便利商店。和川口相當親近、在設立商店時，透國他而輸入許多這個國家沒有的東西。身體相當矮小、由於過分的小、雨宮甚至沒注意到他有進來。本人對於矮小也相當計較、所以在他的面前「矮子大叔」就是禁語，一旦說出口，即使是軍人也會失蹤。
對DMZ商店、提出外送便當的服務（但其實是想要趁機賣自己的商品）。但因為部下被ICPO追蹤而曝光一條要塞的秘密通道、結果被反叛軍和聯邦軍雙方列入黑名單中。
賽爾蓋
二次大戰時的俄國軍人。特地來到現在的DMZ商店來向川口道謝(其實是誤認)。在德國占領蘇聯時，被隊長命令到DMZ商店(性質相同，但似乎是完全不同的企業)兼職並且以他的薪水來交換那些補給品。在工作時會偷偷傳情報給游擊隊，結果在下班時被德軍抓起來拷問，後來因為德軍欠DMZ商店的款項太多而被迫用抓他的師團來做抵押，因此被順利救出來，之後戰爭結束，店長離開戰場並且將薪水和整個商店都送給他。
實際上，其以前所工作的DMZ商店的所有人員都和現在DMZ商店的人完全不像。
黑島慶次
為DMZ‧B點分店的店長(實際上以朝韓非軍事區為原型)。留著一頭馬尾，似乎以前是個不良少年。雖然個性看似相當和善，但其實也有兇狠的地方。由於出差的關係，將店交給北方軍的金上將兒子管理，導致他在北方有開設店鋪而引起一陣騷動並讓川口被北方帶走，讓尊敬川口的他努力搭救。後來在川口被拷問的刺激下，回復原本兇狠的個性將金上將的兒子開除而成功化解麻煩。

## 日文版單行本
- 第1卷 2007年11月15日發行 ISBN 9784785928629
- 第2卷 2008年7月11日發行 ISBN 9784785929848
- 第3卷 2009年5月12日發行 ISBN 9784785931513
- 第4卷 2009年12月24日發行 ISBN 9784785932763
- 第5卷 2010年6月12日發行 ISBN 9784785933906

## 餘談
第20話，川口店長為開新店的事情前往真正的DMZ並帶回來土產泡菜和帶骨的五花肉，在和DMZ緊接的北朝鮮内开城工業地區内，實際上的確有一家日資的便利商店（FamilyMart）在這開店（不過沒開在DMZ內）。其他在金剛山的觀光地區也有一家FamilyMart。